# San Clemente (Ibias)
San Clemente es una parroquia española del municipio de Ibias, perteneciente a la comunidad autónoma de Asturias. En 2023, tenía empadronados 61 habitantes.